# Zlatko Mateša
Zlatko Mateša (Zagabria, 17 giugno 1949) è un politico croato.
È stato primo ministro della Croazia dal novembre 1995 al gennaio 2000.
È rappresentante del partito Unione Democratica Croata.
Nel 1995 ha svolto per un breve periodo anche l'incarico di ministro dell'economia.
Dal 2002 è presidente del Comitato Olimpico Croato.